# 広島銀行
株式会社広島銀行（ひろしまぎんこう、Hiroshima Bank, Ltd.）は、広島県広島市中区に本店を置く、ひろぎんホールディングス傘下の地方銀行。通称「ひろぎん」。

## 概要
広島県と広島市の指定金融機関。

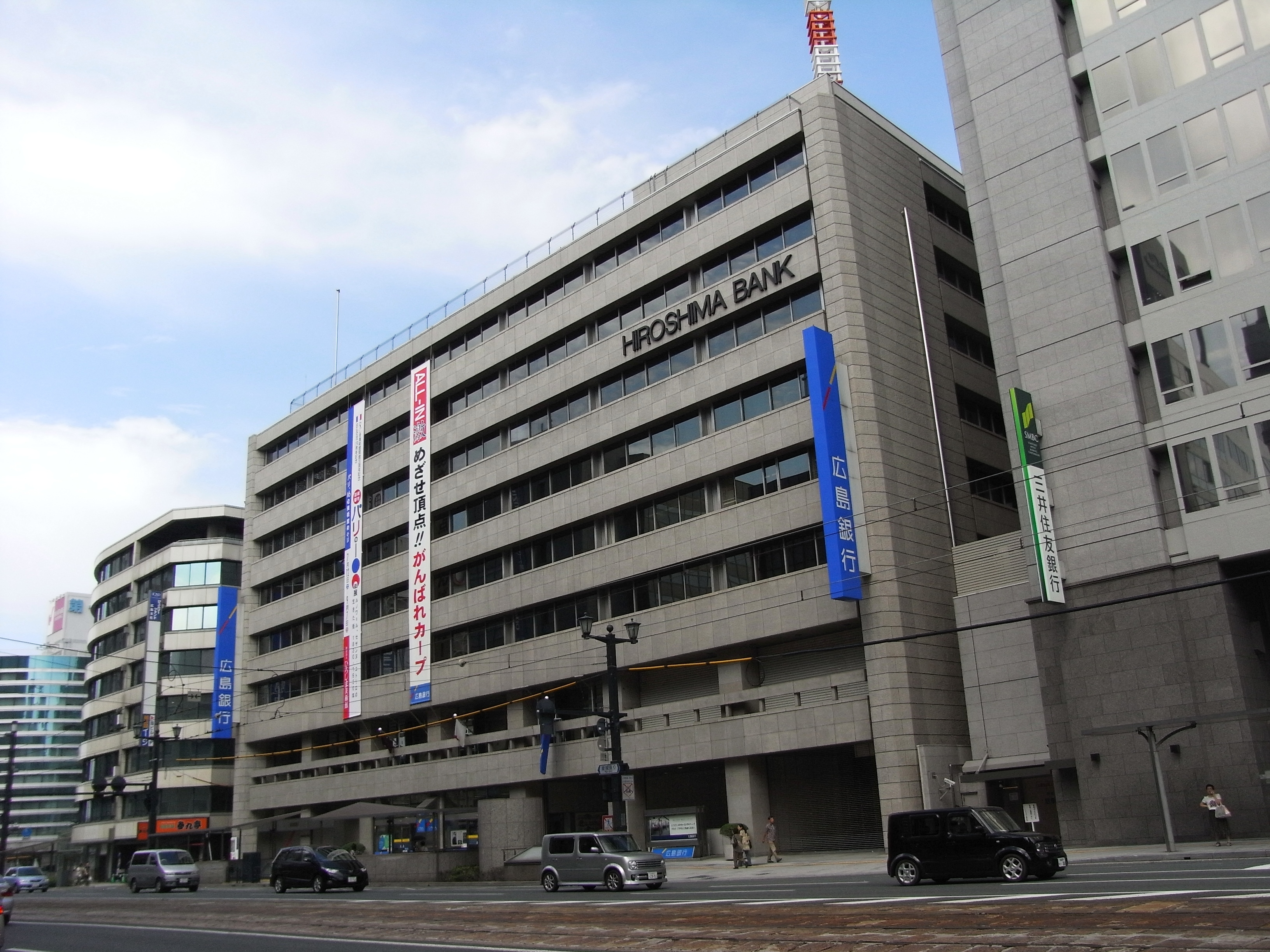
2018年2月まで使われた2代目本店（現存せず）

広島県全域（広島市内56ヶ店）をはじめ、岡山県、愛媛県、山口県にも多くの店舗を展開。また、福岡県、兵庫県に2店舗を持つほか、松江市、大阪市、名古屋市、東京都に店舗を有する。
2018年以降、紙屋町の本店は改築工事が行われ、竣工までの間は2016年に取得した旧・ひろしまMALL（南区西蟹屋）を仮本店としていたが、2021年5月6日の新店舗での営業開始に伴い役割を終えた。新店舗（地上19階・地下1階、延床面積約4万3,500平方メートル）は高さ約94mの高層ビルで、免震構造が採用されたほか、建物の四隅に自然換気を促すエコボイドが設置されている。

## 沿革

### 前史
当行の設立は、1945年5月、広島県下の5行が統合した新立の藝備銀行（当行の旧商号）の発足に遡るが、その前史として1920年6月に発足した（旧）藝備銀行の時代がある。さらにその源流は1897年（明治30年）に設立された第六十六銀行・（旧）廣島銀行、及び両銀行それぞれの前身たる第六十六国立銀行（1878年・尾道市）・第百四十六国立銀行（1879年・広島市）の2つの国立銀行の発足まで遡ることとなる。広島銀行（廣島銀行）が1979年に刊行した社史は『創業百年史』と題されており、第六十六国立銀行の設立をもって当行の創業としている。
以上の前身諸行のなかでも特に、大正期の戦後恐慌を背景に第六十六銀行・（旧）廣島銀行を含む県下7行が合同して発足した（旧）藝備銀行は、昭和初期の金融恐慌・世界恐慌を背景に、1925年～1934年に広島県および愛媛県の中小12の地方銀行を合併・買収して営業圏を拡大し、今日の広島銀行の基礎を築いた。

### （新）藝備銀行の設立
1920年代～1930年代に県下の銀行の整理統合が進められた結果、「勧農合併法」に基づき広島県農工銀行が日本勧業銀行に統合された1937年3月の時点で、県下に本店をおく銀行は藝備銀行の他には呉銀行・備南銀行・三次銀行・広島合同貯蓄銀行の4行を残すのみとなった。
そして戦時期に入ると「一県一行」政策のもと、大蔵省・日本銀行の斡旋と仲介によって残る5行の合併がすすめられ、合併条件や新銀行の役員人事の決定はすべて大蔵省に委ねられた。第二次世界大戦末期の1944年12月には5行による新銀行設立の覚書が交換され、翌1945年4月25日には、（新）藝備銀行の新立合併が認可された。そして、4月27日の創立総会を経て5月1日に新立合併（発足）・開業となったが、この時点での資本金は30,700,000円であり、本店には旧藝備銀行の紙屋町本店が当てられた。これにより県下に本店をおく普通銀行は当行ただ一つに整理されることとなったが、備南地域の営業圏についていえば、世界恐慌期にこの地を本拠地とするいくつかの銀行が、最終的には岡山市に本店をおく中国銀行の発足（1930年）に向かう動きに合流していたため、備南銀行を継承する藝備銀行と中国銀行の支店網が入り組む地域となった。

### 原爆被災と戦後の復興
発足間もない（新）藝備銀行にとって最初の試練となったのが1945年8月6日の原爆投下である。これによって本・支店16店舗のうち、市内中心部に所在する本店および塚本町支店・横町支店など8店舗が全焼し、被爆時の在籍職員432名の1/3におよぶ144名が死亡するなど大きな犠牲を払った。犠牲者のなかには、朝8時半から本店で予定されていた月曜日の定例朝礼に出ようと早朝出勤していたり、あるいは出勤する途中であった職員や、職域国民義勇隊として水主町（現在の中区加古町）に所在していた県庁付近で建物疎開作業をしていた約60名の職員が多く含まれると推測される。
爆心地から260mの位置にあった紙屋町の本店は、外形は残ったものの爆風によって屋根を押し下げられるとともに、直後に発生した火災が10日になるまで収まらず内部は全焼し、勤務していた20名が犠牲となった。鎮火後、本店に残された多くの遺体は性別も判断できない状態であった。爆心地から480mの塚本町支店もわずかに玄関アーチと外壁の一部だけを残して壊滅し、この日をもって同支店は廃止された。爆心地から1.76kmの京橋支店（現・的場町）も外形は残ったもの内部が全焼したため、支店は荒神町に移転され店舗としては廃止された。また東警察署として接収されていた旧下柳町支店（現・銀山町支店）は爆心地から1.2kmの距離にあって必死の消火作業で火災は食い止められたため、翌8月7日から臨時の県庁として使用された。
被爆2日後の8月8日午前10時、当行は橋本龍一頭取以下25名が集まり、袋町の日本銀行広島支店に仮営業所を設けて営業を再開、無通帳・無印鑑のまま支払い業務を開始した。そして敗戦後の9月20日には本店での執務を再開し、10月9日には営業部も本店に復帰した。支払い業務は概ね行員の記憶に基づいて行われたが、さほど大きなトラブルは生じなかったという。イオニア式列柱で知られるRC造5階建・地下1階の初代本店（1927年築）は1949年4月に始まる復旧工事によって改修された。。そして、被爆5周年の1950年8月6日、藝備銀行は平和都市ヒロシマの知名度を活かすべく、廣島銀行と商号変更した。

### 1960年代から現在まで
1961年に当行が 広島証券取引所上場を果たした翌年、被爆建造物である（初代）本店の建て替えが開始され、1965年2月に地上9階・地下2階、延床面積約2万9,000m2の新店舗が竣工した。その3年後の1968年には創業90年を迎えて本店屋上に「広島銀行物故者慰霊碑」が建立された。
1971年の東証・大証市場第一部への上場を経て、1973年には本店に新館が増築された。1974年以降、全店のオンラインシステムが整備しされ、1978年には創業100周年を記念して、当行の所蔵品によるひろしま美術館が開館した。さらに、創業110周年である1988年には現在の広島銀行（「廣」の字を新字体に改める）へ商号変更。この際、ロゴマークもアルファベットの「Ｈ」をモチーフとした現行のものに改めた。
近年では福岡銀行との共同開発による「共同利用型基幹システム」の稼動や、トマト銀行・アイワイバンク銀行（現・セブン銀行）・ローソンATM・イーネットとのATM・CD相互提携（以上、2003年）、ウツミ屋証券との合弁によるひろぎんウツミ屋証券（現・ひろぎん証券）の設立（2008年）、 千葉銀行など大手地銀9行との地域再生・活性化ネットワークに関する協定書の締結（2014年）など、他銀行との提携の動きも進められている。また、2005年4月に女性職員の制服を一度は廃止したが、2007年7月に復活している。
2代目本店ビルの耐震化工事がなされたが、2010年代に入って築50年を経過し老朽化が進んだために改築が決定され、先述の通り本店が2018年2月までに西蟹屋の仮店舗に移転したのち、同年4月から建て替え工事が行われた。2021年3月には新本店ビルが竣工し、同年5月に再移転して営業を開始した。なお、旧店舗では屋上に設置されていた慰霊碑は、建て替えを機に新店舗の1階に移設し説明板を附設して広く公開されている。

### 年表
- 1878年（明治11年） - 現在の広島県尾道市において第六十六国立銀行創業[5]。
- 1879年（明治12年） - 広島市において第百四十六国立銀行創業。
- 1897年（明治30年） - 第六十六国立銀行が第六十六銀行、第百四十六国立銀行が廣島銀行（旧廣島銀行）と改称。
- 1920年（大正9年） - 第六十六銀行、（旧）廣島銀行ほか5行が統合し、藝備銀行（旧藝備銀行）設立(本店広島市)[5]。
- 1927年（昭和2年） - 市内紙屋町に本店（初代本店）を新築・移転。
- 1945年（昭和20年）5月
  - 5月 - （旧）藝備銀行、呉銀行、備南銀行、三次銀行及び広島合同貯蓄銀行が合併し、（新）藝備銀行設立[5][15]。
  - 8月 - 原爆被災により本店及び8店舗が全焼し、職員144名が被爆死。しかし2日後には営業を再開。
- 1949年（昭和24年）4月 - 仮営業所を建て、本店の改修工事を開始。
- 1950年（昭和25年）8月 - 株式会社廣島銀行に商号変更[5]。
- 1961年（昭和36年）12月 - 広島証券取引所に上場。
- 1962年（昭和37年）11月 - 本店新築工事により初代本店の解体。帝国銀行広島支店（後の広島アンデルセン）の建物を仮本店として使用。
- 1965年（昭和40年）2月 - 2代目本店が竣工。
- 1968年（昭和43年）11月 - 創業90周年を記念し本店屋上に「広島銀行物故者慰霊碑」を建立[8]。
- 1970年（昭和45年）4月 - 東京証券取引所・大阪証券取引所市場第二部に上場[5]。
- 1971年（昭和46年）2月 - 東京・大阪両証券取引所市場第一部に上場[5]。
- 1973年（昭和48年） - 2代目本店の本館に増築した新館が竣工。
- 1974年（昭和49年）6月 - 全店オンラインシステム完成。
- 1978年（昭和53年）11月 - 創業100周年を記念しひろしま美術館開館[5]。
- 1979年（昭和54年）5月 - 第2次総合オンラインシステム稼動。
- 1987年（昭和62年）4月 - ディーシーカードと共同で「ひろぎんディーシーカード」（後のひろぎんカードサービス）を設立。
- 1988年（昭和63年）7月 - 創業110周年で株式会社広島銀行に商号変更。同時にロゴマークもアルファベットの「Ｈ」をモチーフとした、現在のものになった。
- 1991年（平成3年）9月 - 第3次総合オンラインシステム稼動。
- 2003年（平成15年）
  - 1月 - 福岡銀行と共同開発した「共同利用型基幹システム」が広銀において本番稼動[16]。
  - 3月24日 - トマト銀行とATM・CD相互無料提携を開始。
  - 9月22日 - 広島県内及び山口県岩国市においてアイワイバンク銀行（現・セブン銀行）・ローソンATM・イーネットとATMの提携を開始（要手数料）。
- 2005年（平成17年）6月 - ディーシーカードとフランチャイズ契約を結び銀行本体によるクレジットカード業務開始。
- 2008年（平成20年）1月1日 - 広島を地盤とする証券会社のウツミ屋証券と合弁で、ウツミ屋証券のリテール部門を引き継ぐ証券会社「ひろぎんウツミ屋証券」を設立。
- 2013年（平成25年）3月11日 - インターネット支店のひろぎんネット支店を開設。
- 2014年（平成26年）1月28日 - 千葉銀行など大手地銀9行と地域再生・活性化ネットワークに関する協定書を締結[17]。
- 2017年（平成29年）
  - 3月23日 - 本店の建て替えを発表[2]。建て替え期間中は、元々ひろしまMALLが入っていた建物に仮事務所を置いた[2]。
  - 6月1日 - ひろぎんウツミ屋証券株式会社を完全子会社化。同社はひろぎん証券株式会社に社名変更する。
- 2018年（平成30年）
  - 2月13日 - 本店窓口を仮本店に移転。
  - 7月1日 - ひろぎんモーゲージサービス株式会社と、ひろぎんビジネスサポート株式会社が統合し、ひろぎんビジネスサービス株式会社発足[18]。
- 2020年（令和2年）10月1日 - 当行単独株式移転により株式会社ひろぎんホールディングスを設立し、持株会社体制へ移行[19]。
- 2021年（令和3年）
  - 3月 - 3代目本店（ひろぎんホールディングス本社ビル）が竣工。
  - 5月6日 - 3代目本店が営業開始。

### 前身銀行の一覧
先述したように1920年6月の（旧）藝備銀行の発足から1945年5月の（新）藝備銀行発足に至るまで頻繁に他行の統合（合併・買収）が繰り返された結果、広島銀行はその前身である（旧）藝備銀行・（新）藝備銀行時代に直接統合された銀行に限定しただけでも24行におよぶ前身銀行をもつこととなった。以下にその24行の一覧を示す（本店所在地（広島県外の3行を除き県名は省略）については統合時の市町村名とした）。

#### （旧）藝備銀行（1920年～1945年）に統合されたもの
| 銀行名         | 本店所在地                            | 設立年 | 統合年（経緯）     | 備考                                                                               |
| -------------- | ------------------------------------- | ------ | ------------------ | ---------------------------------------------------------------------------------- |
| 第六十六銀行   | 尾道市                                | 1897年 | 1920年（新立合併） | 第六十六国立銀行（1878年設立）の後身。                                             |
| （旧）廣島銀行 | 広島市 （現・中区）                   | 1897年 | 1920年（新立合併） | 第百四十六国立銀行（1879年設立）の後身。                                           |
| 広島商業銀行   | 広島市 （現・中区）                   | 1896年 | 1920年（新立合併） |                                                                                    |
| 三次貯蓄銀行   | 双三郡三次町 （現・三次市）           | 1896年 | 1920年（新立合併） |                                                                                    |
| 比婆銀行       | 比婆郡庄原町 （現・庄原市）           | 1912年 | 1920年（新立合併） |                                                                                    |
| 角倉銀行       | 甲奴郡上下町 （現・府中市）           | 1912年 | 1920年（新立合併） |                                                                                    |
| 双三貯蓄銀行   | 双三郡吉舎町 （現・三次市）           | 1900年 | 1920年（新立合併） |                                                                                    |
| 中国商業銀行   | 広島市 （現・中区）                   | 1921年 | 1925年（合併）     |                                                                                    |
| 尾道諸品銀行部 | 尾道市                                | 1898年 | 1925年（買収）     | 尾道諸品（株）の金融部門。尾道諸品自体は存続しその後「尾道諸品倉庫（株）」と改称。 |
| 加計銀行       | 山県郡加計町 （現・安芸太田町）       | 1899年 | 1926年（買収）     |                                                                                    |
| 仁方銀行       | 賀茂郡仁方村 （現・呉市）             | 1921年 | 1926年（買収）     |                                                                                    |
| 多川銀行       | 賀茂郡阿賀町 （現・呉市）             | 1909年 | 1926年（買収）     |                                                                                    |
| 広第一銀行     | 賀茂郡広村 （現・呉市）               | 1922年 | 1927年（買収）     |                                                                                    |
| 呉第一銀行     | 呉市                                  | 1915年 | 1927年（買収）     |                                                                                    |
| （旧）愛媛銀行 | 愛媛県                                | 1922年 | 1928年（合併）     | 現存の同名銀行とは別銀行。                                                         |
| 西条銀行       | 愛媛県新居郡西条町 （現・西条市）     | 1897年 | 1928年（合併）     | 第百四十一国立銀行（1879年設立）の後身。                                           |
| 伊予三島銀行   | 愛媛県宇摩郡三島町 （現・四国中央市） | 1896年 | 1928年（合併）     |                                                                                    |
| 可部銀行       | 安佐郡可部町 （現・広島市安佐北区）   | 1921年 | 1928年（買収）     |                                                                                    |
| 備後銀行       | 芦品郡府中町 （現・府中市）           | 1899年 | 1934年（買収）     |                                                                                    |

#### （新）藝備銀行（1945年～）に統合されたもの
| 銀行名           | 本店所在地                  | 設立年 | 統合年（経緯）     | 備考                                                                                  |
| ---------------- | --------------------------- | ------ | ------------------ | ------------------------------------------------------------------------------------- |
| （旧）藝備銀行   | 広島市 （現・中区）         | 1920年 | 1945年（新立合併） | 紙屋町の本店は（新）藝備銀行→広島銀行の本店に継承。                                   |
| 呉銀行           | 呉市                        | 1927年 | 1945年（新立合併） |                                                                                       |
| 備南銀行         | 尾道市                      | 1930年 | 1945年（新立合併） | 本店（旧・尾道銀行本店）は（新）藝備銀行→広島銀行の支店となり現・おのみち歴史博物館。 |
| 三次銀行         | 双三郡三次町 （現・三次市） | 1921年 | 1945年（新立合併） | 本店は藝備銀行→広島銀行の三次中町支店となり、現・三次市歴史民俗資料館。               |
| 広島合同貯蓄銀行 | 広島市 （現・中区）         | 1921年 | 1945年（新立合併） | 下柳町の本店は広島銀行銀山町支店に継承。                                              |

## 関連財団
- 一般財団法人ひろぎん経済研究所
- 公益財団法人ひろしま美術館

## ギャラリー

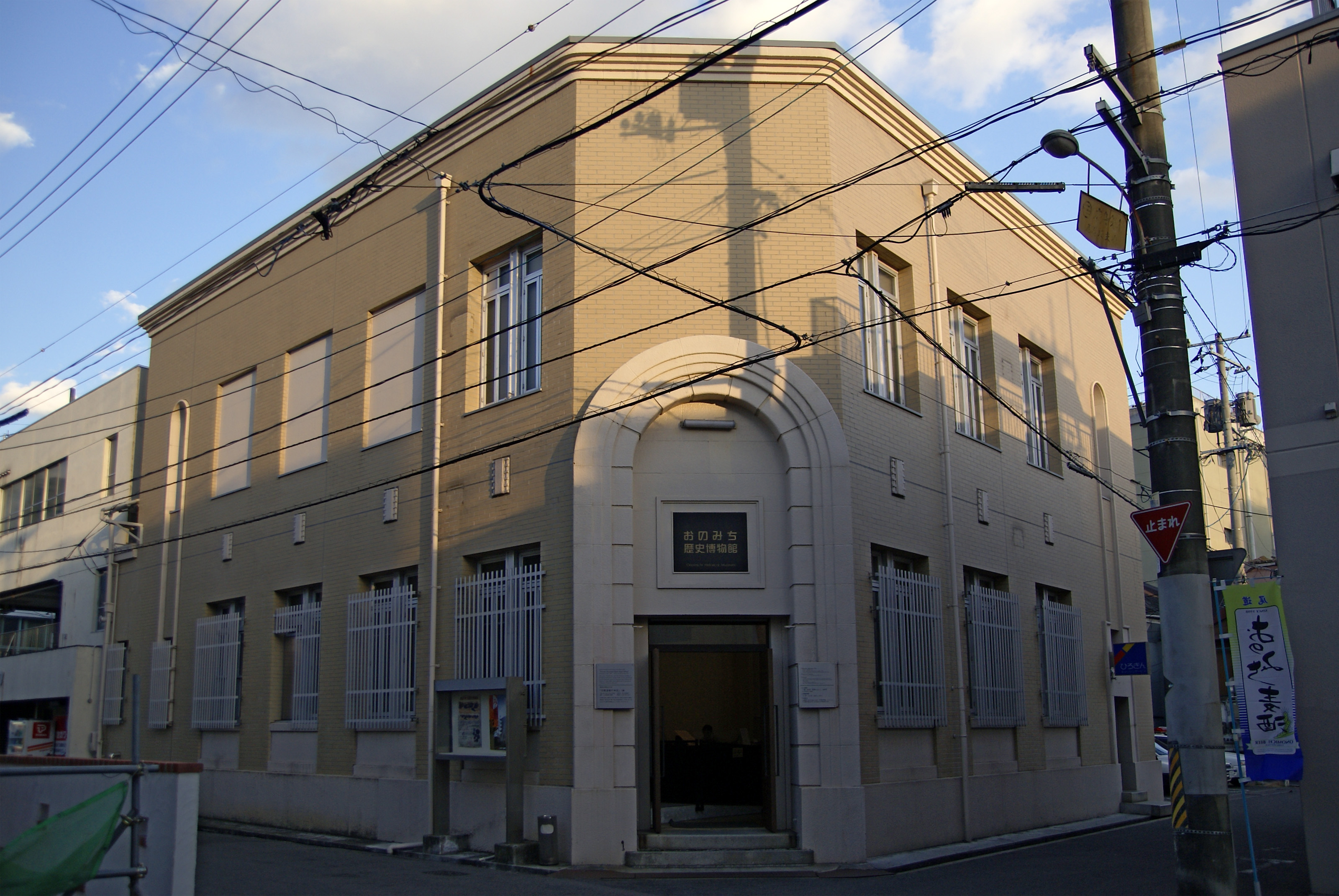
旧尾道銀行・備南銀行本店 (2008年2月撮影)
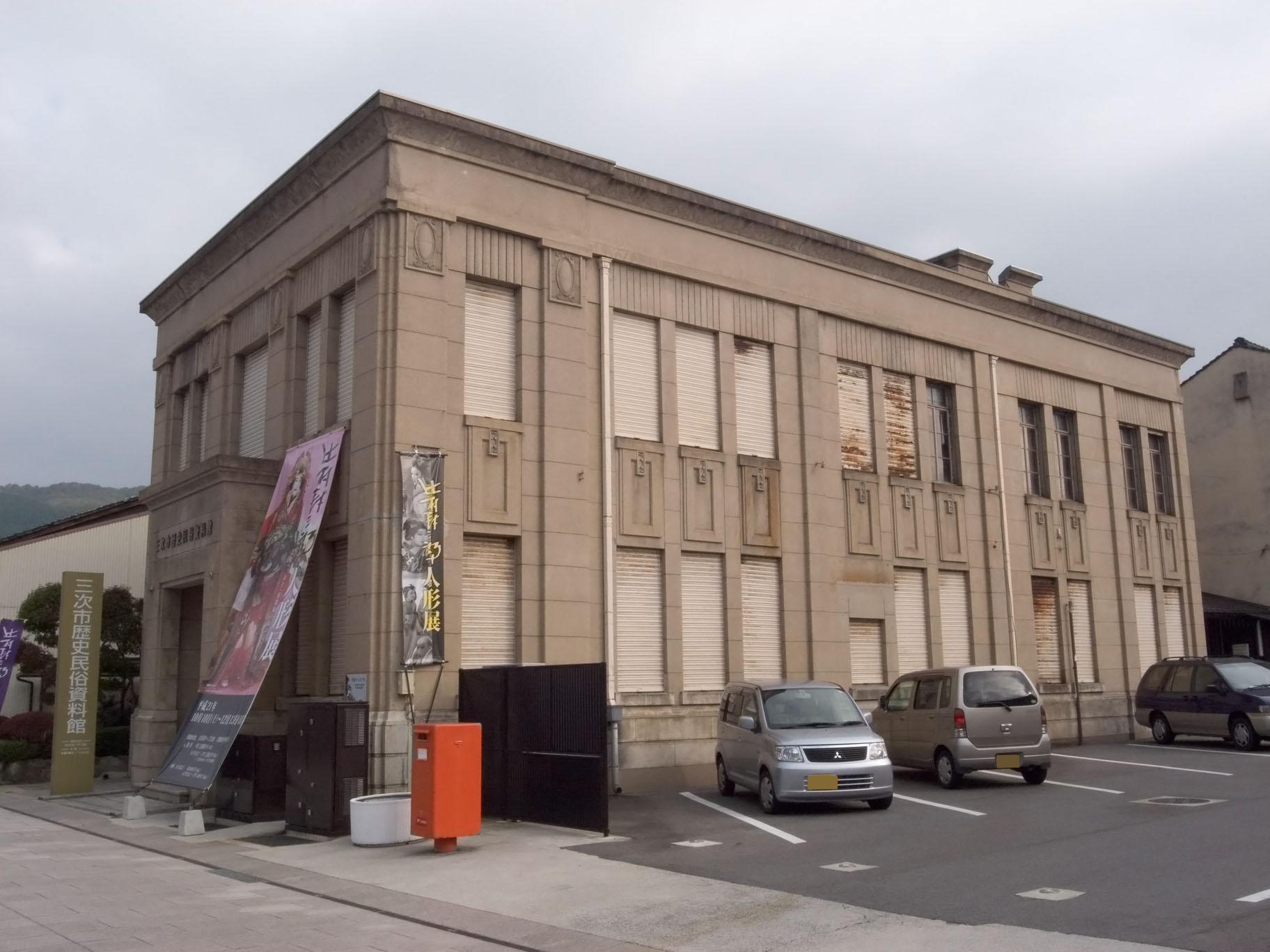
旧三次銀行本店 (2009年11月撮影)
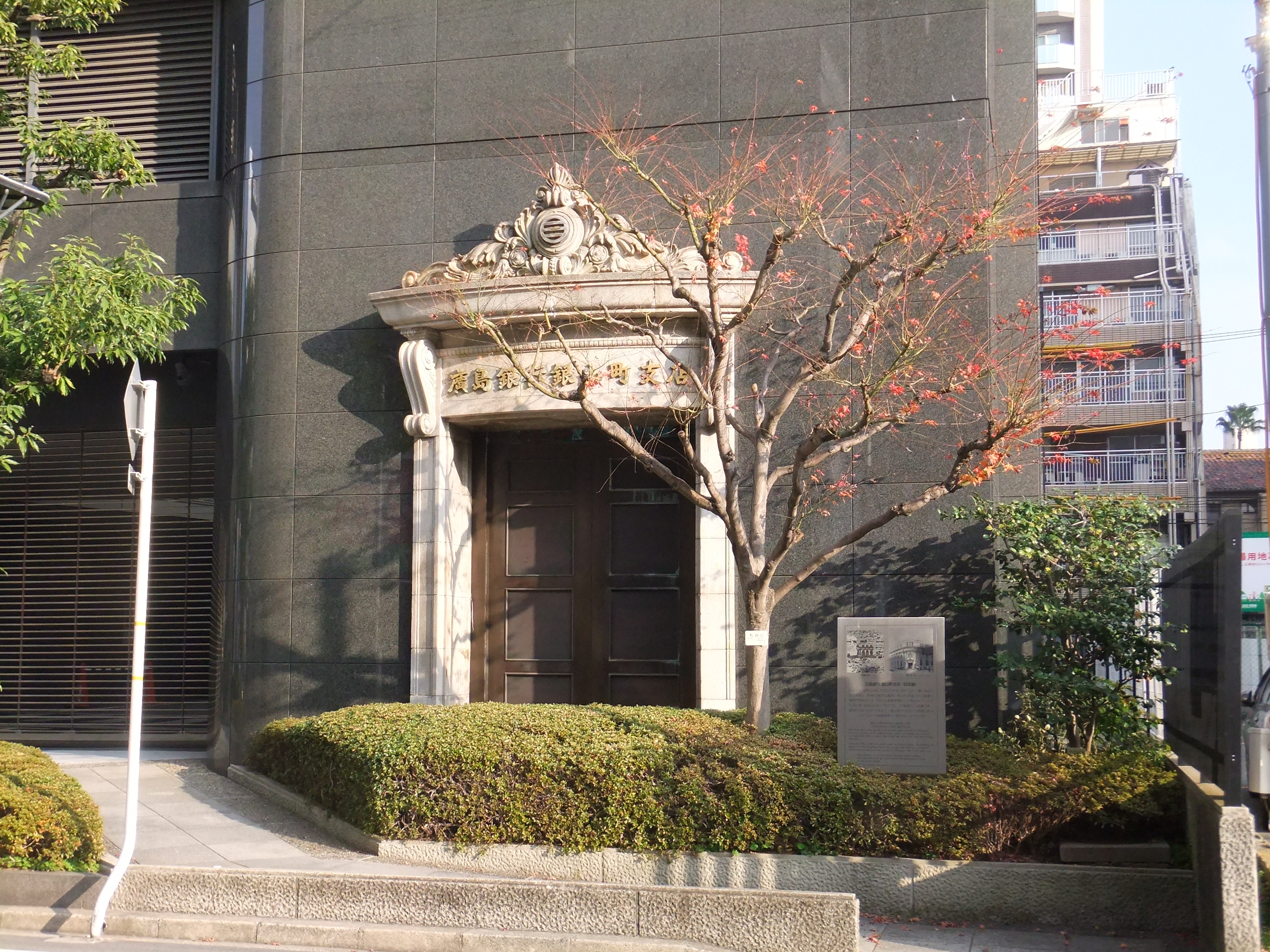
広島銀行銀山町支店（旧広島合同貯蓄銀行本店玄関を移設） (2016年1月撮影)
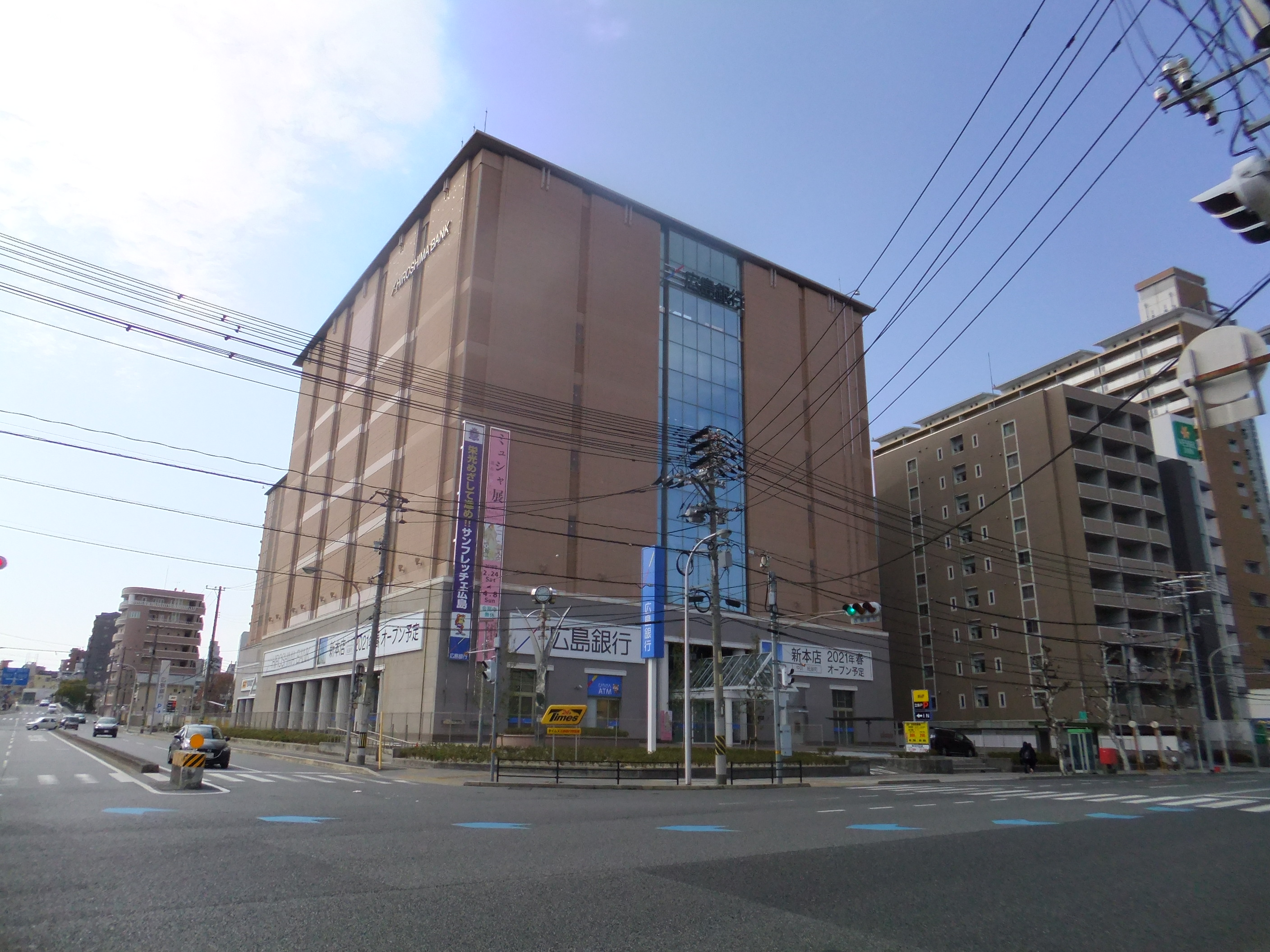
本店建替えに伴い一時使用されていた仮本店 (2018年2月撮影)

## テレビ番組
- 日経スペシャル ガイアの夜明け ふるさとバンカー 世界を狙う 〜2004独自色の地方銀行たち〜（2004年4月20日、テレビ東京）[20]。- 地元の企業を「育てる」取組を取材。

## 関連書籍
- 有元正雄ほか 『広島県の百年』 山川出版社、1983年 ISBN 4634273403 - 広銀設立に至る諸銀行の沿革について記述。